# Parc national Auyuittuq
Le parc national Auyuittuq (en inuktitut : ᐊᐅᔪᐃᑦᑐᖅ, /a.u.ju.it.tuq/) est un parc national canadien situé sur la péninsule de Cumberland, à l'est de l'île de Baffin au Nunavut. Le nom du parc signifie « La terre qui ne fond jamais » en inuktitut. Le paysage est constitué de fjords et de glaciers.
On y trouve une végétation relativement abondante avec de nombreuses fleurs (dryade à huit pétales, caryophyllacées, papavéracées, saxifrages), des bouleaux et des saules nains, ainsi que des bruyères. La variété végétale est due à un microclimat au sein du parc.
Les principaux sommets sont le mont Asgard (2 015 m) et le mont Thor (1 675 m).

## Géographie

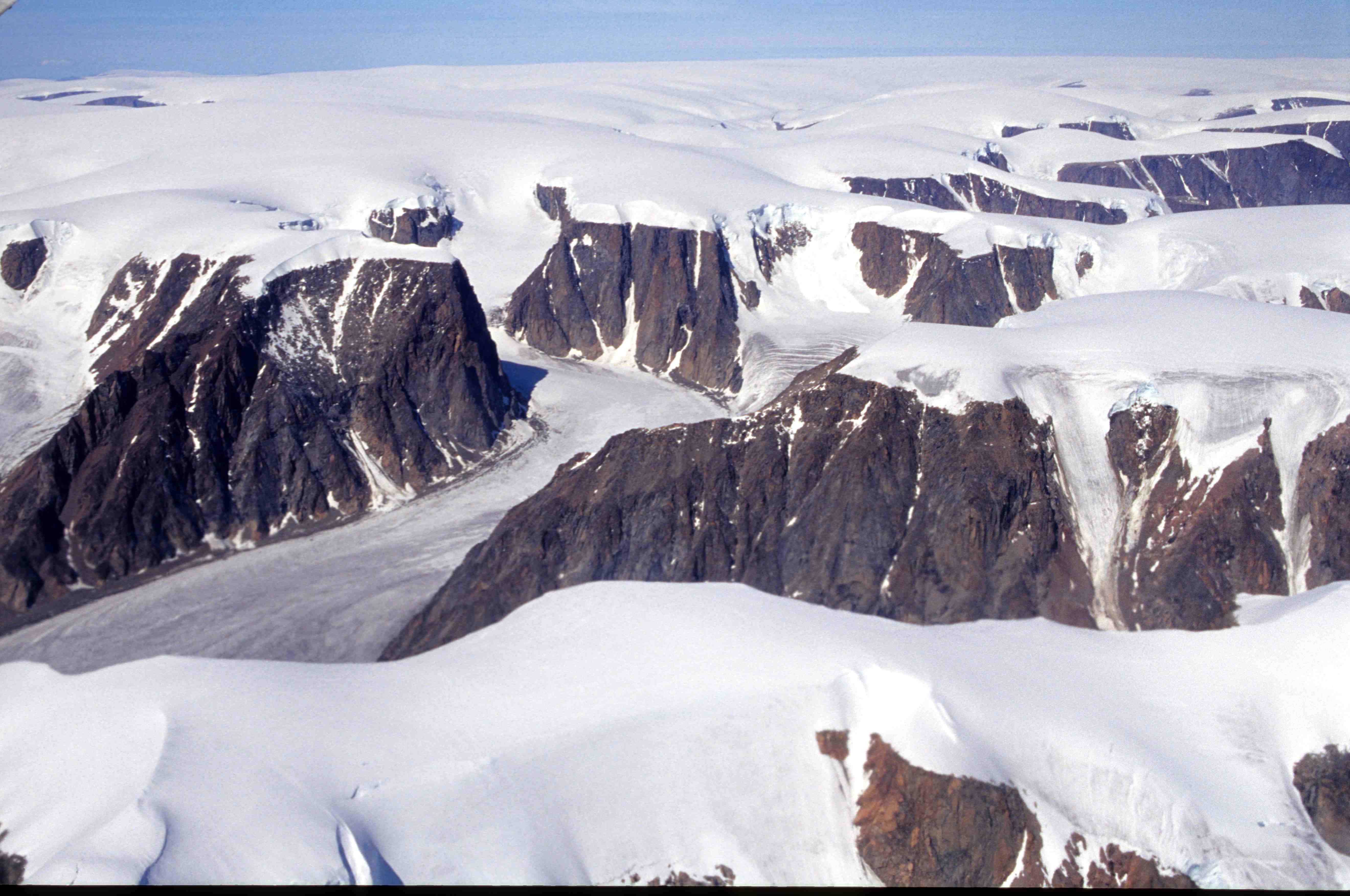
Calotte glaciaire Penny

Le parc de 19 089 km2 est située à l'est de l'île de Baffin, dans la région de Qikiqtaaluk, au Nunavut. Il comprend une portion de la péninsule de Cumberland. Il comprend la calotte glaciaire Penny et le col Akshayuk. On y retrouve le plus hauts sommets du bouclier canadien. Les deux communautés pour accéder au parc sont Pangnirtung et Qikiqtarjuaq.

### Relief
Le parc est situé dans la cordillère Arctique, une chaîne de montagnes qui s'étend du Nord de l'île d'Ellesmere jusqu'au monts Torngat, sur la frontière entre le Québec et le Labrador. Les montagnes du parcs figurent parmi les plus hautes de l'île de Baffin. Le centre du parc est composé d'un plateau recouvert par la calotte glaciaire Penny, lequel culmine à 2 100 m.

### Géologie
Les roches composant le parc Auyuittuq font partie du Bouclier canadien. Le substrat rocheux s'est formé durant le Précambrien, il y a 2,8 milliards d'années et les roches se sont métamorphosées il y a 2,5 milliards d'années. Durant le Paléozoïque la région fut recouverte par la mer et d'importantes couches de sédiments s'y déposèrent. La région fut soulevée il y a environ 60 millions d'années, lors de la séparation du Groenland avec le reste de l'Amérique du Nord.

## Milieu naturel

### Flore
La végétation est rare dans Auyuittuq, elle ne couvre que 15 % du territoire et elle n'est pas présente à une altitude de plus de 500 m. On trouve quand même dans le parc 112 espèces de plantes vasculaires, 91 espèces de lichens et 136 espèces de bryophytes (mousses).

### Faune
Le parc est fréquenté par seulement 14 espèces de mammifères dont 8 espèces terrestres et 6 espèces marines. Le Caribou de la toundra (Rangifer tarandus groenlandicus) est le seul ongulé du parc. Les carnivores du parcs sont l'Ours blanc (Ursus maritimus), le Renard arctique (Vulpes lagopus), l'Hermine (Mustela erminea), le Phoque annelé (Pusa hispida) et le Phoque barbu (Erignathus barbatus). Les petits mammifères sont le Lièvre arctique (Lepus arcticus), le Lemming brun (Lemmus sibiricus) et le Lemming variable (Dicrostonyx groenlandicus). Finalement, le Narval (Monodon monoceros), le Béluga (Delphinapterus leucas) et l'Épaulard (Orcinus orca) sont les trois cétacés qui fréquentent les eaux du parcs.
Il y a 18 espèces d'oiseaux nicheurs dans le parc et onze autres espèces qui fréquentent celui-ci. Les oiseaux terrestres observé sont le Lagopède alpin (Lagopus muta), le Bruant lapon (Calcarius lapponicus), le Bruant des neiges (Plectrophenax nivalis), le Pipit spioncelle (Anthus spinoletta), l'Alouette hausse-col (Eremophila alpestris), le Grand Corbeau (Corvus corax), le Sizerin flammé (Carduelis flammea), le Sizerin blanchâtre (Carduelis hornemanni) et le Traquet motteux (Oenanthe oenanthe). Les rapaces qui fréquentent le parc sont la Buse pattue (Buteo lagopus), le Faucon gerfaut (Falco rusticolus), le Faucon pèlerin (Falco peregrinus) et l'Harfang des neiges (Bubo scandiacus). Les oiseaux d'eau douce du parcs sont le Plongeon catmarin (Gavia stellata), la Bernache du Canada (Branta canadensis), l'Oie des neiges (Chen caerulescens), le Plongeon huard (Gavia immer), le Harelde kakawi (Clangula hyemalis), le Harle huppé (Mergus serrator) et le Cygne siffleur (Cygnus columbianus). Les espèces côtières sont l'Eider à duvet (Somateria mollissima), Eider à tête grise (Somateria spectabilis), le Goéland bourgmestre (Larus hyperboreus), le Mergule nain (Alle alle), la Mouette de Sabine (Xema sabini), le Pluvier grand-gravelot (Charadrius hiaticula), le Pluvier semipalmé (Charadrius semipalmatus), le Phalarope à bec étroit (Phalaropus lobatus) et le Bécasseau de Baird (Calidris bairdii).